# Enterprise service bus

ESB

Un enterprise service bus (ESB) è un'infrastruttura software che fornisce servizi di supporto a service-oriented architecture complesse. Si basa su sistemi disparati, interconnessi con tecnologie eterogenee, e fornisce in maniera consistente servizi di coordinamento, sicurezza, messaggistica, instradamento intelligente e trasformazioni, agendo come una dorsale attraverso la quale viaggiano servizi software e componenti applicativi.
Un Enterprise Service Bus si contraddistingue come soluzione migliorativa, rispetto ad altre più classiche di tipo point-to-point in quanto ad esso sono delegati i servizi comuni denominati core service che andrebbero altresì realizzati.
L'Enterprise Service Bus concettualmente prevede la suddivisione in isole tecnologiche e/o applicative, la connessione al BUS infrastrutturale è assicurata attraverso principi di binding multiplo sia in modalità loose coupling che via adapting.

## Progetti open source
Alcuni tra i più diffusi progetti open source relativi a software Enterprise Service Bus sono:
- Apache ServiceMix, su servicemix.apache.org.
- Petals ESB, su petals.linagora.com. URL consultato il 19 aprile 2019.
- Open ESB, su open-esb.net.
- Zato.io su zato.io[1] (Python).

## I framework di integrazione
Una alternativa agli Enterprise Service Bus sono i framework di integrazione, come ad esempio Apache Camel e Spring Integration.